# هنر در سایه صلیب شکسته
هنر در سایه صلیب شکسته (به انگلیسی: Art In The Shadow Of Swastika) با عنوان کامل هنر در سایه صلیب شکسته: مدال‌ها، نشان‌ها و سکه‌های آلمان نازی با گذری بر تاریخ سیاسی اجتماعی حکومت آدولف هیتلر، عنوان کتابی‌ست مرجع که به صورت مستند و مصور در سال ۱۴۰۳ توسط انتشارات زرنوشت منتشر شده است. این کتاب که از نظر دسته‌بندی موضوعی در شاخه کتاب‌های هنری و در رده‌بندی دیویی: هنرهای کاربردی در فلزکاری (سکه‌شناسی، مدال)ها قرار دارد، به‌طور تخصصی و جامع به بررسی مدال‌ها، نشان‌ها و سکه‌های دوران حکومت نازی‌ها در آلمان می‌پردازد و ضمن معرفی اجمالی شخصیت‌های اصلی و تأثیر گذار در تشکیل و روند حزب و دولت نازی، هم‌گام با موضوع اصلی به چکیده‌ای از چگونگی و تاریخ تأسیس و وظایف سازمان‌ها و ارکان دولت رایش سوم و دیگر موضوعات مرتبط با این دوره آلمان پرداخته است. گردآوری و تدوین این اثر را میلاد درخشان، کارشناس ارشد تاریخ از دانشگاه تهران به عهده داشته است.

## موضوع

پرچم رایش سوم

موضوع این اثر به عنوان اولین کتاب به زبان فارسی در زمینه معرفی تمامی مدال‌ها، نشان‌ها و سکه‌های دوران حکومت نازی‌ها محسوب می‌شود و با هدف نیاز مخاطب فارسی‌زبان و پر کردن خلأ موجود در منابع فارسی در ارتباط با تاریخ آلمان نازی و چگونگی استفاده نازی‌ها از ابزارهای هنری و فرهنگی و تبلیغاتی آن دوره گردآوری و به نگارش درآمده و برای نخستین بار به زبان فارسی در ایران به چاپ رسیده است.
گزیده‌ای از رویدادهای تاریخی مرتبط و خاص همراه با تصاویر سلاح‌های انفرادی مورد استفاده ارتش، نیروهای نظامی و برخی سازمان‌ها و نمونه تمبرهای رایش‌پست از ویژگی‌های برجسته این کتاب است. از دیگر موضوعات قابل توجه گنجانده شده، منتخبی از تصاویر تبلیغاتی دوره رایش سوم است که دولت با چاپ و پخش آنها در قالب کارت پستال و پوستر، اهداف پروپاگاندای خود را تقویت می‌کرد.
در زبان آلمانی از Kunst برای واژه هنر (Art) استفاده می‌کنند که برگرفته از فعل können به معنای بلد بودن یا توانستن است. با ظهور حزب نازی، هنر نیز مانند دیگر مفاهیم اجتماعی به ابزاری در جهت تبلیغ ایدئولوژی و پیشبرد اهداف سیاسی تبدیل شد و «هنر آلمانی» در برابر «هنر منحط» قرار گرفت.

## فهرست مطالب

نشان حزب ناسیونال سوسیالیست کارگران آلمان

- حزب ناسیونال سوسیالیست کارگران آلمان
- مدال‌ها، نشان‌ها و جوایز سیاسی
- نشان‌های ایالتی
- مدال‌ها و نشان‌های نظامی (اس‌آ، اس‌اس)
- اتحادیه زنان ناسیونال سوسیالیست
- جوانان هیتلری
- مدال‌ها و نشان‌های ملی و ایالتی
- دانش و هنر، مادر آلمانی، المپیک، هنر، موسیقی
- پلیس، آتش‌نشانی، خدمات اقتصادی و مهندسی
- خدمات حفاظتی و نجات، معدن و راه‌آهن
- سازمان‌های کار و کارگری و کشاورزی
- فدراسیون‌های شکار و تیراندازی
- سازمان‌های ورزشی، سوارکاری
- موتوری و اتومبیل‌رانی
- هوانوردی و خلبانی
- صلیب سرخ آلمانی و سازمان رفاه مردم
- مراقبت از قربانیان جنگ و مبارزان بازنشسته
- مدال‌ها و نشان‌های ارتش (ورماخت)
- نیروی زمینی (هیر)
- نیروی هوایی (لوفت‌وافه)
- نیروی دریایی (کریگس‌مارینه)
- عملیات‌ها
- یگان‌های داوطلب خارجی
- مدال‌های یادبود
- مدال‌ها و نشان‌های رویداد و روز، سازمان KdF
- سکه‌ها
- پیدایش نازیسم و هنر در آلمان نازی
- کارت‌ها و پوسترهای تبلیغاتی
- طوفان مردم آلمان، پایان رایش سوم، گالری عکس
- درجه‌های نظامی و لشکرهای اس‌اس، نقشه‌ها
- نقاشی‌های هیتلر
- امپراتوری و جمهوری فدرال آلمان